# NBA All-Star Game 1959
Le NBA All-Star Game 1959 s’est déroulé le 23 janvier 1959 dans le Olympia Stadium de Détroit. Les All-Star de l’Ouest ont battu les All-Star de l’Est 124 à 108. Bob Pettit (Saint-Louis Hawks) et Elgin Baylor (Minneapolis Lakers) ont été élus co-MVP.

## Effectif All-Star de l’Est
- Bob Cousy (Celtics de Boston)
- Bill Russell (Celtics de Boston)
- Woody Sauldsberry (Warriors de Philadelphie)
- Dolph Schayes (Syracuse Nationals)
- Paul Arizin (Warriors de Philadelphie)
- Bill Sharman (Celtics de Boston)
- Richie Guerin (Knicks de New York)
- Larry Costello (Syracuse Nationals)
- Johnny Kerr (Syracuse Nationals)
- Kenny Sears (Knicks de New York)

## Effectif All-Star de l’Ouest
- Bob Pettit (Saint-Louis Hawks)
- Elgin Baylor (Minneapolis Lakers)
- Dick McGuire (Pistons de Détroit)
- Larry Foust (Minneapolis Lakers)
- Slater Martin (Saint-Louis Hawks)
- George Yardley (Pistons de Détroit)
- Dick Garmaker (Minneapolis Lakers)
- Cliff Hagan (Saint-Louis Hawks)
- Gene Shue (Pistons de Détroit)
- Jack Twyman (Royals de Cincinnati)